# Brioude
Brioude (okcitansko Briude) je naselje in občina v osrednji francoski regiji Auvergne, podprefektura departmaja Haute-Loire. Leta 2008 je naselje imelo 6.676 prebivalcev.

## Geografija
Kraj leži na robu ravnine Limagne ob reki Allier, 58 km severozahodno od Le Puy-en-Velaya.

## Uprava
Brioude je sedež leta 2014 ustanovljenega istoimenskega kantona, v katerega so poleg nejgove vključene še občine Beaumont, Bournoncle-Saint-Pierre, Chaniat, Cohade, Fontannes, Lamothe, Lavaudieu, Paulhac, Saint-Géron, Saint-Laurent-Chabreuges in Vieille-Brioude s 13.383 prebivalci (v letu 2012).
Naselje je prav tako sedež okrožja, v katerega so poleg njegovih dveh vključeni še kantoni Gorges de l'Allier-Gévaudan, Pays de Lafayette, Plateau du Haut-Velay granitique (del) in Sainte-Florine s 46.249 prebivalci (v letu 2011).

## Zgodovina
Po zapisih sv. Gregorija iz Toursa naj bi bil v Brioudu, nekdanjem Brivasu (»most«), poleg groba mučencev iz 4. stoletja, Julijana in Ferréola, pokopan rimski cesar Avitus († 456).

## Zanimivosti
- bazilika sv. Julijana iz 11. do 14. stoletja;

## Pobratena mesta
- Cardigan (Wales, Združeno kraljestvo),
- Laufen (Bavarska, Nemčija),
- Moreira (Portugalska),
- Suzzara in Gonzaga (Lombardija, Italija),
- Valenciennes (Nord-Pas-de-Calais, Francija).